# Monika Borowicz
Monika Borowicz (* 5. Januar 1982) ist eine polnische Kanurennsportlerin. Sie trainiert beim Verein KS Posen.

## Karriere
Bei den Weltmeisterschaften 2005 in Zagreb wurde sie Siebte im Einer-Kajak (K-1) über 200. Bei den Weltmeisterschaften 2007 in Duisburg gewann sie mit dem polnischen K-4 mit Małgorzata Chojnacka, Aneta Konieczna und Ewelina Wojnarowska über 500 m die Bronzemedaille.
Bei Europameisterschaften erreichte sie bislang	einen dritten Platz 2007 in Pontevedra mit Dorota Kuczkowska im K-2 über 500 m.